# Бакхіс
Бакхіс (грец. Βάκχις) — цар Коринфа у 925 — 890 рр. до н. е., п'ятий володар з династії Гераклідів, син Примна, батько семи синів, зокрема й свого наступника Агела II.
Нащадками Бакхіса вважали себе Бакхіади, споріднені між собою аристократичні роди, представники яких керували Коринфом у 747 — 657 рр. до н. е.